# یواس‌اس السکاندریا (اس‌اس‌ان-۷۵۷)
یواس‌اس السکاندریا (اس‌اس‌ان-۷۵۷) (به انگلیسی: USS Alexandria (SSN-757)) یک زیردریایی است که طول آن ۳۶۲ فوت (۱۱۰ متر) می‌باشد. این زیردریایی در سال ۱۹۹۰ ساخته شد.